# Ла-Грандеса (муниципалитет)
Ла-Грандеса (исп. La Grandeza) — муниципалитет в Мексике, штат Чьяпас, с административным центром в одноимённом посёлке. Численность населения, по данным переписи 2020 года, составила 7701 человек.

## Общие сведения
Название La Grandeza с испанского языка можно перевести как — великий.
Площадь муниципалитета равна 48,7 км², что составляет менее 0,1 % от площади штата, а наиболее высоко расположенное поселение Лома-Бонита, находится на высоте 2558 метров.
Он граничит с другими муниципалитетами Чьяпаса: на севере с Белья-Вистой, на востоке с Бехукаль-де-Окампо, на юге с Эль-Порвениром, и на западе с Сильтепеком.

## Учреждение и состав
Муниципалитет был образован в 1934 году, по данным 2020 года в его состав входит 47 населённых пунктов, самые крупные из которых:
| Код INEGI                  | Населённый пункт                                                                        | Численность населения (2005 год) | Численность населения (2010 год) | Численность населения (2020 год) |
| -------------------------- | --------------------------------------------------------------------------------------- | -------------------------------- | -------------------------------- | -------------------------------- |
| 036                        | Всего                                                                                   | 6723                             | 7272                             | 7701                             |
| 0001                       | Ла-Грандеса (исп. La Grandeza) 15°30′36″ с. ш. 92°13′33″ з. д. (административный центр) | 1342                             | 1044                             | 1502                             |
| 0003                       | Ла-Пинада (исп. La Pinada) 15°33′06″ с. ш. 92°13′34″ з. д.                              | 389                              | 483                              | 441                              |
| 0005                       | Токин (исп. Toquín) 15°30′30″ с. ш. 92°12′41″ з. д.                                     | 305                              | 346                              | 388                              |
| 0017                       | Бартоломе-де-лос-Касас (исп. Bartolomé de las Casas) 15°31′20″ с. ш. 92°13′12″ з. д.    | 351                              | 402                              | 385                              |
| 0002                       | Льяно-Гранде (исп. Llano Grande) 15°28′21″ с. ш. 92°13′51″ з. д.                        | 250                              | 293                              | 313                              |
| 0024                       | Эль-Энкуэнтро (исп. El Encuentro) 15°29′31″ с. ш. 92°13′42″ з. д.                       | 199                              | 246                              | 281                              |
| 0012                       | Франсиско-Мадеро (исп. Francisco I. Madero) 15°31′28″ с. ш. 92°13′43″ з. д.             | 216                              | 303                              | 275                              |
| —                          | Прочие                                                                                  | 3671                             | 4155                             | 4116                             |
| Названия на карте Генштаба |                                                                                         |                                  |                                  |                                  |

## Экономическая деятельность
По статистическим данным 2000 года, работоспособное население занято по секторам экономики в следующих пропорциях:
- сельское хозяйство и животноводство — 75,3 %;
- промышленность и строительство — 4 %;
- торговля, сферы услуг и туризма — 16,7 %;
- безработные — 4 %.

### Сельское хозяйство
Основные выращиваемые культуры: кукуруза, бобы, а также фрукты и ягоды.

### Животноводство
В муниципалитете разводится крупный рогатый скот, для получения мяса и молока.

### Промышленность
Существуют производства по изготовлению извести, и расфасовке фруктов.

### Лесная отрасль
Производится заготовка древесины пород: сосна и кипарис.

### Услуги
Предоставляются услуги гостиницы, ресторанов и автомастерской.

## Инфраструктура
По статистическим данным 2020 года, инфраструктура развита следующим образом:
- электрификация: 99,3 %;
- водоснабжение: 43,8 %;
- водоотведение: 95,8 %.

## Туризм
Основные достопримечательности:
- Архитектурные: уникальный монумент Святого Креста в здании церкви.
- Природные: водопады Льяно-Гранде и сенот Мирамар.